# Rugby sevens nos Jogos Olímpicos de Verão de 2024 - Qualificação feminina
Este artigo detalha a fase de qualificação feminina do rugby sevens nos Jogos Olímpicos de Verão de 2024. Doze equipes conseguiram qualificação para o torneio. A França qualificou-se automaticamente como país-sede, com as quatro melhores equipes da Série Mundial de Sevens Feminino de 2022-23 conquistando vagas. Após isso, a qualificação é determinada com cada uma das seis confederações continentais (África, Ásia, Europa, Oceania, América do Norte e América do Sul) determinando um representante e a vaga restante sendo determinada após um torneio de qualificação internacional de sevens.

## Equipes qualificadas
| Método                                            | Data                                       | Local      | Vagas | Classificado   |
| ------------------------------------------------- | ------------------------------------------ | ---------- | ----- | -------------- |
| País-sede                                         | —                                          | —          | 1     | França         |
| Série Mundial de 2022–23                          | 4 de novembro de 2022 – 14 de maio de 2023 | Vários     | 4     | Nova Zelândia  |
| Série Mundial de 2022–23                          | 4 de novembro de 2022 – 14 de maio de 2023 | Vários     | 4     | Austrália      |
| Série Mundial de 2022–23                          | 4 de novembro de 2022 – 14 de maio de 2023 | Vários     | 4     | Estados Unidos |
| Série Mundial de 2022–23                          | 4 de novembro de 2022 – 14 de maio de 2023 | Vários     | 4     | Irlanda        |
| Torneio de Qualificação da América do Sul de 2023 | 17–18 de junho de 2023                     | Montevidéu | 1     | Brasil         |
| Campeonato da RAN de 2023                         | 19–20 de agosto de 2023                    | Langford   | 1     | Canadá         |
| Jogos Europeus de 2023                            | 25–27 de junho de 2023                     | Cracóvia   | 1     | Grã-Bretanha   |
| Campeonato Africano de 2023                       | 14–15 de outubro de 2023                   | Monastir   | 1     | África do Sul  |
| Campeonato da Oceania de 2023                     | 10–12 de novembro de 2023                  | Brisbane   | 1     | Fiji           |
| Torneio de Qualificação da Ásia de 2023           | 18–19 de novembro de 2023                  | Osaka      | 1     | Japão          |
| Torneio Final de Qualificação Olímpica de 2024    | 21–23 de junho de 2024                     | Mônaco     | 1     | China          |
| Total                                             | Total                                      | Total      | Total | 12             |

1. ↑  A Grã-Bretanha garantiu a classificação pela performance da Inglaterra, embora também pudesse selecionar jogadores da Escócia e do País de Gales para os Jogos Olímpicos.

## Série Mundial de Rugby Sevens de 2022–23
| Pos | Event Team       | · Dubai | · Cidade do Cabo | · Hamilton | · Sydney | · Vancouver | · Hong Kong | · Toulouse | Total de pontos |
| --- | ---------------- | ------- | ---------------- | ---------- | -------- | ----------- | ----------- | ---------- | --------------- |
| 1   | Nova Zelândia    | 18      | 20               | 20         | 20       | 20          | 20          | 20         | 138             |
| 2   | Austrália        | 20      | 18               | 16         | 12       | 18          | 18          | 16         | 118             |
| 3   | Estados Unidos   | 16      | 16               | 18         | 16       | 16          | 8           | 18         | 108             |
| 4   | França           | 14      | 12               | 8          | 18       | 14          | 12          | 14         | 92              |
| 5   | Irlanda          | 10      | 14               | 14         | 14       | 6           | 6           | 10         | 74              |
| 6   | Fiji             | 12      | 8                | 6          | 10       | 12          | 14          | 6          | 68              |
| 7   | Grã-Bretanha     | 6       | 10               | 12         | 8        | 8           | 16          | 8          | 68              |
| 8   | Japão            | 3       | 2                | 10         | 6        | 4           | 3           | 12         | 40              |
| 9   | Canadá           | 4       | 6                | 2          | 4        | 10          | 10          | 3          | 39              |
| 10  | Espanha          | 8       | 3                | 4          | 2        | 3           | 4           | 4          | 28              |
| 11  | Brasil           | 1       | 4                | 3          | 3        | 2           | 2           | 1          | 16              |
| 12  | China            | 2       | —                | —          | —        | —           | —           | —          | 2               |
| 13  | Papua-Nova Guiné | —       | —                | 1          | 1        | —           | —           | —          | 2               |
| 14  | Polônia          | —       | —                | —          | —        | —           | —           | 2          | 2               |
| 15  | África do Sul    | —       | 1                | —          | —        | —           | —           | —          | 1               |
| 16  | Hong Kong        | —       | —                | —          | —        | —           | 1           | —          | 1               |
| 17  | Colômbia         | —       | —                | —          | —        | 1           | —           | —          | 1               |

Fonte: World Rugby
| Legenda                                                                                  | Legenda                                                                                |
| ---------------------------------------------------------------------------------------- | -------------------------------------------------------------------------------------- |
| Sem cor                                                                                  | Equipe principal e requalificada como equipe principal para a Série Mundial de 2023–24 |
| Amarelo                                                                                  | Não é uma equipe principal                                                             |
| Qualificado como uma das quatro equipes elegíveis mais bem colocadas na Série Mundial[1] |                                                                                        |
| Automaticamente qualificado                                                              |                                                                                        |

## África
A Rugby Africa realizou o Torneio de Rugby Sevens Masculino da África em 14 e 15 de outubro de 2023 em Monastir, Tunísia, com os torneios regionais de 2022 servindo como qualificatórios para o torneio final. A seleção vencedora, a África do Sul, ganhou vaga direta para os Jogos Olímpicos, enquanto Quênia e Uganda receberam vagas para o Torneio Final de Qualificação Olímpica.
Grupo A
| Equipe        | Pds | V | E | D | PP | PC | SP  | Pts |
| ------------- | --- | - | - | - | -- | -- | --- | --- |
| África do Sul | 3   | 3 | 0 | 0 | 72 | 12 | +60 | 9   |
| Uganda        | 3   | 2 | 0 | 1 | 34 | 24 | +10 | 7   |
| Tunísia       | 3   | 1 | 0 | 2 | 38 | 44 | −6  | 5   |
| Zimbábue      | 3   | 0 | 0 | 3 | 10 | 74 | −64 | 3   |

Grupo B
| Equipe     | Pds | V | E | D | PP | PC | SP  | Pts |
| ---------- | --- | - | - | - | -- | -- | --- | --- |
| Quênia     | 3   | 3 | 0 | 0 | 89 | 17 | +72 | 9   |
| Zâmbia     | 3   | 2 | 0 | 1 | 32 | 52 | −20 | 7   |
| Madagáscar | 3   | 1 | 0 | 2 | 66 | 47 | +19 | 5   |
| Gana       | 3   | 0 | 0 | 3 | 20 | 91 | −71 | 3   |

Fase eliminatória
|  | Semifinal                | Semifinal |                          |    | Final | Final |
|  |                          |           |                          |    |       |       |
|  | 15 de outubro – Monastir |           |                          |    |       |       |
|  |                          |           |                          |    |       |       |
|  | África do Sul            | 31        |                          |    |       |       |
|  | África do Sul            | 31        | 15 de outubro – Monastir |    |       |       |
|  | Zâmbia                   | 0         |                          |    |       |       |
|  | Zâmbia                   | 0         | África do Sul            | 12 |       |       |
|  | 15 de outubro – Monastir |           | África do Sul            | 12 |       |       |
|  |                          | Quênia    | 7                        |    |       |       |
|  | Quênia                   | Quênia    | 7                        | 27 |       |       |
|  | Quênia                   |           |                          | 27 |       |       |
|  | Uganda                   | 0         |                          |    |       |       |
|  | Uganda                   | 0         | Terceiro lugar           |    |       |       |
|  |                          |           |                          |    |       |       |
|  | 15 de outubro – Monastir |           |                          |    |       |       |
|  |                          |           |                          |    |       |       |
|  | Zâmbia                   | 10        |                          |    |       |       |
|  | Zâmbia                   | 10        |                          |    |       |       |
|  | Uganda                   | 29        |                          |    |       |       |

## América do Norte
A Rugby Americas North realizou o Torneio de Rugby Sevens da RAN em 19 e 20 de agosto de 2023 em Langford.
Grupo único
| Equipe      | Pds | V | E | D | PP  | PC  | SP   | Pts |
| ----------- | --- | - | - | - | --- | --- | ---- | --- |
| Canadá      | 3   | 3 | 0 | 0 | 194 | 0   | +194 | 9   |
| Jamaica     | 3   | 2 | 0 | 1 | 43  | 70  | −27  | 7   |
| México      | 3   | 1 | 0 | 2 | 26  | 97  | −71  | 5   |
| Santa Lúcia | 3   | 0 | 0 | 3 | 15  | 111 | −96  | 3   |

Fase eliminatória
|  | Semifinais              | Semifinais              |   |                         | Final                   | Final |  |
|  |                         |                         |   |                         |                         |       |  |
|  | 20 de agosto - Langford |                         |   |                         |                         |       |  |
|  | Canadá                  | 41                      |   |                         |                         |       |  |
|  | Santa Lúcia             | 7                       |   |                         |                         |       |  |
|  |                         |                         |   |                         |                         |       |  |
|  |                         |                         |   |                         | 20 de agosto - Langford |       |  |
|  |                         |                         |   |                         | Canadá                  | 53    |  |
|  |                         | México                  | 0 |                         |                         |       |  |
|  |                         |                         |   |                         |                         |       |  |
|  |                         |                         |   |                         |                         |       |  |
|  |                         |                         |   |                         | Third place             |       |  |
|  | 20 de agosto - Langford | 20 de agosto - Langford |   | 20 de agosto - Langford | 20 de agosto - Langford |       |  |
|  | Jamaica                 | 12                      |   | Santa Lúcia             | 12                      |       |  |
|  | México                  | 19                      |   |                         | Jamaica                 | 27    |  |

## América do Sul
A Sudamérica Rugby realizou um torneio em 17 e 18 de junho de 2023 em Montevidéu, Uruguai. Sete países com adesão plena ao World Rugby foram convidados a participar do torneio feminino.
Grupo único
| Equipe    | Pds | V | E | D | PP  | PC  | SP   | Pts |
| --------- | --- | - | - | - | --- | --- | ---- | --- |
| Brasil    | 6   | 6 | 0 | 0 | 202 | 12  | +190 | 18  |
| Argentina | 6   | 5 | 0 | 1 | 181 | 24  | +157 | 16  |
| Paraguai  | 6   | 3 | 1 | 2 | 85  | 103 | −18  | 13  |
| Colômbia  | 6   | 2 | 1 | 3 | 82  | 95  | −13  | 11  |
| Chile     | 6   | 2 | 0 | 4 | 50  | 157 | −107 | 10  |
| Uruguai   | 6   | 2 | 0 | 4 | 48  | 141 | −93  | 10  |
| Peru      | 6   | 0 | 0 | 6 | 31  | 147 | −116 | 6   |

## Ásia
A Asia Rugby realizou um torneio em 18 e 19 de novembro de 2023 em Osaka, Japão.
Grupo A
| Equipe      | Pds | V | E | D | PP | PC | SP  | Pts |
| ----------- | --- | - | - | - | -- | -- | --- | --- |
| Japão       | 2   | 2 | 0 | 0 | 62 | 0  | +62 | 6   |
| Tailândia   | 2   | 1 | 0 | 1 | 22 | 19 | +3  | 4   |
| Cazaquistão | 2   | 0 | 0 | 2 | 0  | 65 | −65 | 2   |

Grupo B
| Equipe    | Pds | V | E | D | PP  | PC  | SP   | Pts |
| --------- | --- | - | - | - | --- | --- | ---- | --- |
| China     | 3   | 3 | 0 | 0 | 164 | 0   | +164 | 9   |
| Hong Kong | 3   | 2 | 0 | 1 | 77  | 55  | +22  | 7   |
| Índia     | 3   | 1 | 0 | 2 | 33  | 112 | −79  | 5   |
| Guam      | 3   | 0 | 0 | 3 | 21  | 128 | −107 | 3   |

Fase eliminatória
|  | Semifinal              | Semifinal |                        |    | Final | Final |
|  |                        |           |                        |    |       |       |
|  | 19 de novembro – Osaka |           |                        |    |       |       |
|  |                        |           |                        |    |       |       |
|  | Japão                  | 33        |                        |    |       |       |
|  | Japão                  | 33        | 19 de novembro – Osaka |    |       |       |
|  | Hong Kong              | 5         |                        |    |       |       |
|  | Hong Kong              | 5         | Japão                  | 21 |       |       |
|  | 19 de novembro – Osaka |           | Japão                  | 21 |       |       |
|  |                        | China     | 14                     |    |       |       |
|  | China                  | China     | 14                     | 29 |       |       |
|  | China                  |           |                        | 29 |       |       |
|  | Tailândia              | 5         |                        |    |       |       |
|  | Tailândia              | 5         | Terceiro lugar         |    |       |       |
|  |                        |           |                        |    |       |       |
|  | 19 de novembro – Osaka |           |                        |    |       |       |
|  |                        |           |                        |    |       |       |
|  | Hong Kong              | 12        |                        |    |       |       |
|  | Hong Kong              | 12        |                        |    |       |       |
|  | Tailândia              | 0         |                        |    |       |       |

## Europa
A Rugby Europe realizou um torneio em 25, 26 e 27 de junho de 2023 em Cracóvia, Polônia.
As equipes elegíveis a participar do torneio incluíam:
- As nove melhores equipes olímpicas na Série Grand Prix de Sevens Feminino da Europa de 2023, com a Inglaterra representando a Grã-Bretanha.
- As duas melhores equipes no Troféu Europeu de Rugby Sevens Feminino de 2023
- A vencedora do Torneio de Conferência de Rugby Sevens Feminino de 2023

A Grã-Bretanha venceu o torneio e garantiu vaga para os Jogos Olímpicos de 2024. A segunda e a terceira colocadas, Polônia e Tchéquia, garantiram vaga para disputar o torneio final de qualificação.
Grupo A
| Equipe       | Pds | V | E | D | PP  | PC  | SP   | Pts |
| ------------ | --- | - | - | - | --- | --- | ---- | --- |
| Grã-Bretanha | 3   | 3 | 0 | 0 | 128 | 10  | +118 | 9   |
| Chéquia      | 3   | 2 | 0 | 1 | 64  | 42  | +22  | 7   |
| Itália       | 3   | 1 | 0 | 2 | 67  | 64  | +3   | 5   |
| Noruega      | 3   | 0 | 0 | 3 | 0   | 143 | –143 | 3   |

Grupo B
| Equipe   | Pds | V | E | D | PP  | PC  | SP   | Pts |
| -------- | --- | - | - | - | --- | --- | ---- | --- |
| Polônia  | 3   | 3 | 0 | 0 | 119 | 7   | +112 | 9   |
| Portugal | 3   | 2 | 0 | 1 | 55  | 48  | +7   | 7   |
| Alemanha | 3   | 1 | 0 | 2 | 55  | 67  | –12  | 5   |
| Turquia  | 3   | 0 | 0 | 3 | 10  | 117 | –107 | 3   |

Grupo C
| Equipe  | Pds | V | E | D | PP  | PC | SP  | Pts |
| ------- | --- | - | - | - | --- | -- | --- | --- |
| Espanha | 3   | 3 | 0 | 0 | 106 | 7  | +99 | 9   |
| Bélgica | 3   | 2 | 0 | 1 | 86  | 29 | +57 | 7   |
| Romênia | 3   | 1 | 0 | 2 | 19  | 92 | –73 | 5   |
| Suécia  | 3   | 0 | 0 | 3 | 12  | 95 | –83 | 3   |

Fase eliminatória
|  | Quartas de final       | Quartas de final       |                        |    | Semifinais   | Semifinais   |  |  | Final | Final |
|  |                        |                        |                        |    |              |              |  |  |       |       |
|  | 26 de junho – Cracóvia |                        |                        |    |              |              |  |  |       |       |
|  |                        |                        |                        |    |              |              |  |  |       |       |
|  | Grã-Bretanha           | 53                     |                        |    |              |              |  |  |       |       |
|  | Grã-Bretanha           | 53                     | 27 de junho – Cracóvia |    |              |              |  |  |       |       |
|  | Alemanha               | 0                      |                        |    |              |              |  |  |       |       |
|  | Alemanha               | 0                      | Grã-Bretanha           | 36 |              |              |  |  |       |       |
|  | 26 de junho – Cracóvia |                        | Grã-Bretanha           | 36 |              |              |  |  |       |       |
|  |                        | Bélgica                | 12                     |    |              |              |  |  |       |       |
|  | Portugal               | Bélgica                | 12                     | 5  |              |              |  |  |       |       |
|  | Portugal               |                        | 27 de junho – Cracóvia | 5  |              |              |  |  |       |       |
|  | Bélgica                | 22                     |                        |    |              |              |  |  |       |       |
|  | Bélgica                | 22                     | Grã-Bretanha           | 33 |              |              |  |  |       |       |
|  | 26 de junho – Cracóvia |                        | Grã-Bretanha           | 33 |              |              |  |  |       |       |
|  |                        | Polônia                | 0                      |    |              |              |  |  |       |       |
|  | Polônia                | Polônia                | 0                      | 33 |              |              |  |  |       |       |
|  | Polônia                | 27 de junho – Cracóvia |                        | 33 |              |              |  |  |       |       |
|  | Itália                 | 15                     |                        |    |              |              |  |  |       |       |
|  | Itália                 | 15                     | Polônia                | 29 |              |              |  |  |       |       |
|  | 26 de junho – Cracóvia |                        | Polônia                | 29 |              |              |  |  |       |       |
|  |                        | Chéquia                | 7                      |    | Bronze Final | Bronze Final |  |  |       |       |
|  | Espanha                | Chéquia                | 7                      | 12 | Bronze Final | Bronze Final |  |  |       |       |
|  | Espanha                |                        | 27 de junho – Cracóvia | 12 |              |              |  |  |       |       |
|  | Chéquia                | 17                     |                        |    |              |              |  |  |       |       |
|  | Chéquia                | 17                     | Bélgica                | 17 |              |              |  |  |       |       |
|  |                        |                        |                        |    |              |              |  |  |       |       |
|  | Chéquia                | 24                     |                        |    |              |              |  |  |       |       |
|  | Chéquia                | 24                     |                        |    |              |              |  |  |       |       |

## Oceania
A Oceania Rugby realizou o Torneio de Sevens Masculino da Oceania de 7 a 9 de novembro de 2023 em Brisbane, Austrália.
Grupo B (pré-olímpico)
| Equipe          | Pds | V | E | D | PP  | PC  | SP   | Pts |
| --------------- | --- | - | - | - | --- | --- | ---- | --- |
| Fiji            | 3   | 3 | 0 | 0 | 158 | 5   | +153 | 9   |
| Tonga           | 3   | 2 | 0 | 1 | 47  | 40  | +7   | 7   |
| Samoa Americana | 3   | 1 | 0 | 2 | 28  | 121 | –93  | 5   |
| Ilhas Cook      | 3   | 0 | 0 | 3 | 21  | 88  | –67  | 3   |

Grupo C (pré-olímpico)
| Equipe           | Pds | V | E | D | PP  | PC  | SP   | Pts |
| ---------------- | --- | - | - | - | --- | --- | ---- | --- |
| Papua-Nova Guiné | 3   | 3 | 0 | 0 | 127 | 7   | +120 | 9   |
| Samoa            | 3   | 2 | 0 | 1 | 91  | 36  | +55  | 7   |
| Ilhas Salomão    | 3   | 1 | 0 | 2 | 41  | 75  | –34  | 5   |
| Nauru            | 3   | 0 | 0 | 3 | 0   | 141 | –141 | 3   |

Fase eliminatória
|  | Semifinais                | Semifinais       |                           |    | Final | Final |
|  |                           |                  |                           |    |       |       |
|  | 12 de novembro - Brisbane |                  |                           |    |       |       |
|  |                           |                  |                           |    |       |       |
|  | Fiji                      | 42               |                           |    |       |       |
|  | Fiji                      | 42               | 12 de novembro - Brisbane |    |       |       |
|  | Samoa                     | 0                |                           |    |       |       |
|  | Samoa                     | 0                | Fiji                      | 54 |       |       |
|  | 12 de novembro - Brisbane |                  | Fiji                      | 54 |       |       |
|  |                           | Papua-Nova Guiné | 0                         |    |       |       |
|  | Papua-Nova Guiné          | Papua-Nova Guiné | 0                         | 21 |       |       |
|  | Papua-Nova Guiné          |                  |                           | 21 |       |       |
|  | Tonga                     | 10               |                           |    |       |       |
|  | Tonga                     | 10               | Quinto lugar              |    |       |       |
|  |                           |                  |                           |    |       |       |
|  | 12 de novembro - Brisbane |                  |                           |    |       |       |
|  |                           |                  |                           |    |       |       |
|  | Samoa                     | 22               |                           |    |       |       |
|  | Samoa                     | 22               |                           |    |       |       |
|  | Tonga                     | 5                |                           |    |       |       |

## Evento de qualificação olímpica
O Torneio Final de Qualificação Olímpica de 2024 foi agendado para 21 a 23 de junho de 2024, em Mônaco. Dois vice-campeões de cada uma das seis confederações continentais estavam elegíveis para participar do torneio, com o vencedor ganhando a última vaga restante para Paris 2024.
| Método                                            | Data                      | Local      | Vagas | Classificado     |
| ------------------------------------------------- | ------------------------- | ---------- | ----- | ---------------- |
| Torneio de Qualificação da América do Sul de 2023 | 17–18 de junho de 2023    | Montevidéu | 2     | Argentina        |
| Torneio de Qualificação da América do Sul de 2023 | 17–18 de junho de 2023    | Montevidéu | 2     | Paraguai         |
| Jogos Europeus de 2023                            | 25–27 de junho de 2023    | Cracóvia   | 2     | Polônia          |
| Jogos Europeus de 2023                            | 25–27 de junho de 2023    | Cracóvia   | 2     | Chéquia          |
| Campeonato da RAN de 2023                         | 19–20 de agosto de 2023   | Langford   | 2     | México           |
| Campeonato da RAN de 2023                         | 19–20 de agosto de 2023   | Langford   | 2     | Jamaica          |
| Campeonato Africano de 2023                       | 14–15 de outubro de 2023  | Monastir   | 2     | Quênia           |
| Campeonato Africano de 2023                       | 14–15 de outubro de 2023  | Monastir   | 2     | Uganda           |
| Campeonato da Oceania de 2023                     | 10–12 de novembro de 2023 | Brisbane   | 2     | Papua-Nova Guiné |
| Campeonato da Oceania de 2023                     | 10–12 de novembro de 2023 | Brisbane   | 2     | Samoa            |
| Torneio de Qualificação da Ásia de 2023           | 18–19 de novembro de 2023 | Osaka      | 2     | China            |
| Torneio de Qualificação da Ásia de 2023           | 18–19 de novembro de 2023 | Osaka      | 2     | Hong Kong        |
| Total                                             | Total                     | Total      | 12    |                  |